# Leila Abdullah
Leila Abdullah (* 1964 in Wien) ist eine österreichische Schauspielerin und Hörspielsprecherin.

## Leben
Leila Abdullah wurde 1964 in Wien geboren. Nach dem Abitur studierte sie Kunstgeschichte und Theaterwissenschaft an der Universität Wien und war von 1984 bis 1987 Mitglied in der Tanzkompanie von Sebastian Prantl. Sie zog 1989 nach Berlin und studierte dort Schauspiel an der Hochschule für Schauspielkunst Ernst Busch. Anschließend erhielt sie mehrjährige Engagements am Schauspiel Bonn, am Staatstheater Hannover und am Thalia Theater Hamburg. 2009 begann sie freischaffend zu arbeiten und hatte Gastspiele am Deutschen Theater Berlin, am Maxim Gorki Theater Berlin, am Theater Bremen, am Werk X Wien und am Düsseldorfer Schauspielhaus. Neben der Schauspielerei ist sie auch als Regisseurin und Drehbuchautorin tätig.
Leila Abdullah ist nicht nur als Theaterschauspielerin tätig, sondern übernimmt auch Rollen in Film- und Fernsehproduktionen, unter anderem im Tatort.

## Filmografie
- 1996: Die Wache (Fernsehserie)
- 1996: Doppelter Einsatz (Fernsehserie)
- 2009: Die Liebe der Kinder
- 2014: Blut, Reis und Tränen
- 2017: Die Pfefferkörner (Fernsehserie)
- 2019: Nimby
- 2020: Großstadtrevier (Fernsehserie)
- 2021: Tatort: Borowski und der gute Mensch (Fernsehreihe)
- 2025: Tatort: Verblendung (Fernsehreihe)

## Hörspiele (Auswahl)
- 1992: Julio Cortázar: Ende des Spiels (Leticia) – Regie: Barbara Plensat (Hörspielbearbeitung – DS Kultur)
- 1992: Andrea Czesienski: Das Burli (Kati) – Regie: Barbara Plensat (Kinderhörspiel – DS Kultur/HR)
- 1992: Brüder Grimm: Der Fischer und seine Frau (Frau) – Regie: Barbara Plensat (Kinderhörspiel, Hörspielbearbeitung – DS Kultur)
- 2002: Fritz Kater: Oderwassersucht (Leile) – Regie: Barbara Plensat (Hörspielbearbeitung – MDR/Heide Böwe)
- 2004: Veit Heinichen: Blood & Tears: Tod auf der Warteliste (2 Teile) (Ziva Ravno) – Bearbeitung und Regie: Harald Krewer (Hörspielbearbeitung, Kriminalhörspiel – NDR)
- 2018: Marcel Proust: Sodom und Gomorrha (3 Teile) (Padrona) – Regie: Iris Drögekamp (Hörspielbearbeitung – SWR/DLF)
- 2021: Jutta Profijt: Der Ausbruch (Frau Meyer/Frau am Handy) – Regie: Dunja Arnaszus (Original-Hörspiel, Kriminalhörspiel – MDR)
- 2021: Feo Frank: Alice (2. Folge: Siebzig Liter Tränen) (Sonja) – Regie: Eva Solloch (Originalhörspiel, Kriminalhörspiel – DLR/BR)
  - Auszeichnung: Hörspiel des Monats Oktober 2021

Quelle: ARD-Hörspieldatenbank